# HYSTERIA
《HYSTERIA》是日本女歌手鬼束千尋所發行的第八張原創專輯，於2020年11月25日由JVC建伍勝利娛樂發行。專輯為鬼束出道20週年的紀念概念專輯，與前一張原創專輯《症候群》的發行相隔超過三年。專輯的靈感源自比利·喬的作品《閣樓之歌》，以鬼束初出道時創作的樣本歌曲搭配她全新填上的歌詞，並交由兼松眾重新編曲與製作而成。
專輯的主要風格為J-Pop與搖滾樂，並帶有放克、節奏藍調、鄉村音樂等元素，歌詞則以讓大眾能夠持續得到共鳴，作為流行作品的意識而寫下。《HYSTERIA》收錄包括〈End of the world〉、〈憂鬱的太陽 無聊的月〉與〈燃燒的川流〉3首單曲在內的10首歌曲。專輯獲得樂評家正面的評價，包括讚賞專輯巧妙地融合了懷舊與新鮮感，以及鬼束更加深厚的聲音。然而專輯發行後未能獲得商業成功，最高僅登上《Oricon公信榜》與日本《告示牌》等不同榜單的前30位，並刷新鬼束原創專輯的最低銷量紀錄。
鬼束於《HYSTERIA》於發行前舉行了以專輯為主題的演唱會「鬼束千尋 CONCERT TOUR『UNHESITATE』」，其後亦登上《FNS歌謠祭第1夜》與《The Covers' Fes.2020》兩個音樂節目作宣傳。

## 創作與製作
鬼束千尋在以前便已經被提議發行過往創作的樣本歌曲，但她認為出道初期創作的歌曲歌詞過於稚嫩，而且信息性太過強烈，因此未有採用提議。直至鬼束信賴的音樂總監木谷徹向她熱切提議，認為能夠創作一張猶如比利·喬《閣樓之歌》般的作品，鬼束才答應重新填詞完成這個企劃。其後鬼束把一直在家裡封藏的樣本唱片交給木谷，並由他從中挑選出合適的歌曲。這些樣本歌曲其後送往曾擔任鬼束〈End of the world〉編曲工作的兼松眾先進行暫時的重新編曲，其後交由鬼束在2020年3月開始為歌曲重新填詞。
鬼束首先為專輯訂下名稱《HYSTERIA》，並想到以鮮艷粉紅色作為專輯的主色調，其後就此為歌曲填上符合專輯形象的歌詞，花了約一週時間便把填好所有歌曲的歌詞。與鬼束以往通常同時作曲跟填詞的情況不同，鬼束形容這次為約20年前的旋律填上歌詞的做法雖然辛苦，但也非常快樂。在鬼束填詞同期兼松亦開始為歌曲正式編曲，其後在同年6月進行專輯的錄製。除了擔任專輯的編曲與製作的兼松外，鬼束這次也與越智俊介、鳥越啓介、山田拓斗多位新世代的音樂家合作，鬼束形容與他們一起建構了《HYSTERIA》這個擁有廣闊美感跟憂鬱感的世界。

## 發行
2020年9月25日，鬼束公開了新專輯《HYSTERIA》於同年11月25日發行的消息，距離上一張原創專輯《症候群》的發行超過三年，而發行版本與收錄內容等詳細情報亦同時公開。專輯的通常盤以CD形式發行，收錄總共10首歌曲，封面為鬼束在橘色背景的半身照。而初回限定盤則以CD+DVD形式發行，DVD額外收錄鬼束在9月18日舉行的線上演唱會「鬼束千尋 Streaming Concert『SUBURBIA』」的串流版本，封面為鬼束在深藍色背景的大頭照。名為珍藏版的完全生産限定盤以SHM-CD+藍光光碟+48頁寫真冊形式發行，SHM-CD與藍光光碟跟與初回限定盤的收錄內容一樣，但藍光光碟的收錄的演唱會影像則改為重新編輯的導演剪輯版，而封面則為鬼束在鮮艷粉紅色背景的長形半身照。鬼束的官方網站亦推出僅在官方商店售賣的專輯完全預訂生產盤，封面與收錄內容與完全生産限定盤一致，但額外附送鬼束親自設計的T恤。專輯亦在實體唱片發售當天在iTunes Store與mora等多個網絡平台開放下載與串流服務。

## 音樂與歌詞
《HYSTERIA》以鬼束出道初期的旋律搭配新填上的歌詞，同時包含鬼束的原點與現今面貌，作為鬼束出道20週年的概念與紀念專輯。專輯的風格主要為J-Pop與搖滾樂，並帶有放克、節奏藍調、鄉村音樂等元素，歌詞則以讓大眾能夠持續得到共鳴，作為流行作品的意識而寫下。開首曲〈憂鬱的太陽 無聊的月〉是一首稍為黑暗而神秘的搖滾樂曲，並以夏日戀愛的「光與影」以及「焦燥與倦怠」作為主題。第二首歌曲〈Fairy Tale〉是一首帶有賽門與葛芬柯作品風格的放克歌曲，也是鬼束少有以自然大調形式創作的歌曲。第三首歌曲〈燃燒的川流〉是一首深情的交響樂風格抒情曲，歌曲以20組弦樂所組成，歌詞以「總是站在對面的對方」作為主題，描述對於虛幻而遙遠的那個人的憂愁。第四首歌曲〈Dawn of my faith〉是一首主要以鋼琴伴奏的抒情曲，並在歌曲最後加上打擊樂器，有如鬼束過往的〈月光〉與〈與我共舞華爾滋〉等歌曲般的編曲方式。
第五首歌曲〈swallow the ocean〉原本是以鋼琴家為主題的歌曲，當中亦保留了「鍵盤」等歌詞，並以鋼琴跟弦樂三重奏作為編曲。第六首歌曲〈「蒼藍的春天」〉是一首主要以結他伴奏的搖滾樂曲，特徵是以合奏形式使用兩把結他演奏，並各自在歌曲的間奏跟尾聲加入結他獨奏。第七首歌曲〈日光燈魚的麻疹們〉是一首加入深厚弦樂的節奏藍調歌曲，並帶有搖滾樂元素，歌詞描述戀愛就像水族館裡日光燈魚的麻疹一樣會傳染。第八首歌曲〈UNCRIMINAL〉全曲僅以鋼琴、中提琴與電貝斯組成，歌詞反映出鬼束喜愛的全息指甲材質的印象。第九首歌曲〈End of the world〉是一首以獨特言語描述出傷痕累累的二人互相依偎的姿態的純愛歌曲，也是鬼束首次與兼松眾合作的歌曲。專輯的結尾曲〈Boys Don't Cry〉是一首鄉村音樂風格的歌曲。歌曲的靈感源自一直支持自己的歌迷，鬼束認為近來出現比較多性格細膩的男生，而這首歌則是獻給這些躲在一角獨自哭泣的男生。

## 宣傳活動
2020年11月3日，鬼束在《HYSTERIA》發售前於東京舉行了三場專輯的試聽會，總共招待60名早前於特設網站公開報名的歌迷。鬼束其後在同年11日於YouTube公開了專輯的介紹短片以及線上演唱會「鬼束千尋 Streaming Tour『SUBURBIA』」的介紹短片，讓大眾率先試聽跟觀看專輯收錄內容。鬼束亦在同月17日跟24日分別在東京文化村果園大廳跟大阪市Zepp難波舉行總共兩場以專輯為主題的演唱會「鬼束千尋 CONCERT TOUR『UNHESITATE』」。演唱會以觀眾入場觀看形式舉行，但因防範疾病傳染而只開放半數座位。全長約兩小時的演唱會獲得評論家的正面評價，包括讚賞鬼束在出道20年後仍然邁出新步伐。同年12月2日，鬼束登上富士電視台的音樂節目《FNS歌謠祭第1夜》，獻唱歌曲〈infection〉作為專輯宣傳。鬼束亦於同月27日登上NHK BS Premium的音樂節目《The Covers' Fes.2020》，翻唱中森明菜的歌曲〈眼淚不是裝飾品〉，並獻唱專輯歌曲〈燃燒的川流〉。

### 發行單曲
〈End of the world〉於2019年3月27日以數碼單曲形式發行，歌曲作為富士電視台隨點服務連續劇《情色小說家～靛藍色的心情～》的主題曲而發行，因此並不算專輯的主打單曲。
〈憂鬱的太陽 無聊的月〉於2020年9月19日以數碼單曲形式作為專輯的首支單曲發行，而〈燃燒的川流〉則在2020年10月24日以數碼單曲形式作為專輯的第二支單曲發行。

## 專業評價
| 評論得分   | 評論得分 |
| 來源       | 評分     |
| ---------- | -------- |
| 《Bounce》 | 正面     |
| 《Numéro》 | 正面     |

《HYSTERIA》獲得樂評家整體正面的評價。《Bounce》雜誌的桑原四郎讚賞專輯喚醒了隱藏在古老樣本帶裡的各種旋律，並以全新歌詞為這些作品注入生命，認為這是一種前所未有的新嘗試。而這些仿如與過去對話般而成的歌曲包括明亮的流行曲〈Fairy Tale〉等作品，當中的特徵為巧妙地融合了懷舊與新鮮感，而鬼束具有溫度感的魅力歌聲也是桑原認為不能錯過的特點。
《Numéro》雜誌的井草七海讚賞專輯在想起鬼束出道初期時的野性同時，也讓人感受到實際上的成熟。她認為專輯歌曲旋律的力量強大的讓人驚嘆，指這些大膽得讓人驚訝的旋律就是鬼束的真本領，並覺得這些不能預測而野性的旋律讓人想起鬼束出道初期的鋒利與熾熱。她也讚賞專輯在仿如鬼束出道專輯《失眠》般採用以真實樂隊為中心的編曲下，合適地加上和聲與裝飾音，感覺非常瀟灑。而以兼松眾的編曲為主，加上越智俊介、西田修大等多個年輕音樂家的演奏，也讓人感到非常新鮮。最後她也讚賞踏入40歲的鬼束所寫的歌詞，以及比起出道初期更為深厚的聲音，使作品聽起來多了一層纖細感，稱讚專輯是她的最新傑作。

### 年終列表
| 出版物     | 編輯     | 列表                                | 排名   | 來源   |
| ---------- | -------- | ----------------------------------- | ------ | ------ |
| 《Bounce》 | 土田真弓 | 《Bounce》編集部選出2020年100張專輯 | 不適用 | [ 16 ] |

## 商業成績
在《Oricon公信榜》，《HYSTERIA》發行首日空降日榜單第14位，其後以3,695張首週實體銷量登上週榜單第25位，比起上一張原創專輯《症候群》的週榜單第15位顯著下降。專輯亦在同週以351張數碼銷量空降專輯下載榜第21位，並以4,089點合計指數空降專輯合計榜第30位。專輯在週榜單總共逗留了3週，實體累積銷量達到4,449張，成為鬼束累積銷量最低的原創專輯。
在日本《告示牌》，專輯發行首週分別空降熱門專輯榜第23位，專輯銷售榜第21位，以及專輯下載榜第28位。

## 歌曲列表
| CD SHM-CD 線上下載 | CD SHM-CD 線上下載      | CD SHM-CD 線上下載 |
| 曲序               | 曲目                    | 时长               |
| ------------------ | ----------------------- | ------------------ |
| 1.                 | 憂鬱的太陽 無聊的月（） | 4:22               |
| 2.                 | Fairy Tale（）          | 4:32               |
| 3.                 | 燃燒的川流（）          | 5:36               |
| 4.                 | Dawn of my faith        | 6:24               |
| 5.                 | swallow the ocean       | 5:15               |
| 6.                 | 「蒼藍的春天」（）      | 4:34               |
| 7.                 | 日光燈魚的麻疹們（）    | 4:56               |
| 8.                 | UNCRIMINAL              | 5:09               |
| 9.                 | End of the world        | 5:01               |
| 10.                | Boys Don't Cry          | 4:56               |
| 总时长：           | 总时长：                | 50:48              |

| 「鬼束千尋 Streaming Concert『SUBURBIA』」 | 「鬼束千尋 Streaming Concert『SUBURBIA』」 | 「鬼束千尋 Streaming Concert『SUBURBIA』」 |
| 曲序                                       | 曲目                                       | 时长                                       |
| ------------------------------------------ | ------------------------------------------ | ------------------------------------------ |
| 1.                                         | 月光                                       | 5:10                                       |
| 2.                                         | 流星群                                     | 5:25                                       |
| 3.                                         | Tiger in my Love                           | 5:09                                       |
| 4.                                         | BORDERLINE                                 | 5:33                                       |
| 5.                                         | MAGICAL WORLD                              | 5:01                                       |
| 6.                                         | 悲傷的熱氣球（）                           | 5:13                                       |
| 7.                                         | EVER AFTER                                 | 5:36                                       |
| 8.                                         | 眩暈                                       | 5:31                                       |
| 9.                                         | CROW                                       | 5:36                                       |
| 10.                                        | 螢（）                                     | 6:59                                       |
| 总时长：                                   | 总时长：                                   | 56:00                                      |

備註
- DVD收錄的線上演唱會「SUBURBIA」為串流版本，而藍光光碟收錄的同場演唱會為重新編輯的導演剪輯版。

## 演奏名單
資料來自鬼束官方網站《HYSTERIA》的介紹頁面。
樂隊
- 鋼琴 – 兼松眾（日语：兼松衆）
- 原音結他 – 高木大丈夫
- 電結他 – 西田修大、君島大空
- 電貝斯 – 越智俊介、鳥越啓介
- 爵士鼓 – 吉田雄介

弦樂
- 第一小提琴 – 室屋光一郎、德永友美、沖祥子、納富彩歌、小寺里奈、比爾曼聰平
- 第二小提琴 – 上里花子、石龜協子、柳原有彌、申愛聖
- 中提琴 – 馬渕昌子、鈴村大樹、金孝珍、萩谷金太郎
- 大提琴 – 結城貴弘、水野由紀、多井智紀、田草川亮太
- 低音大提琴 – 一本茂樹、赤池光治

其他樂器
- 提琴 – 山田拓斗
- 斑鳩琴 – 丸山朝光

## 銷售榜單
| 週榜單（2020年）                 | 最高 位置 |
| -------------------------------- | --------- |
| 日本熱門專輯榜（日本《告示牌》） | 23        |
| 日本專輯銷售榜（日本《告示牌》） | 21        |
| 日本專輯下載榜（日本《告示牌》） | 28        |
| 日本公信榜（Oricon）             | 25        |
| 日本公信榜下載榜（Oricon）       | 21        |
| 日本公信榜合計榜（Oricon）       | 30        |

## 資料來源
1. 1 2 3 4 5 6 7 8 9  森朋之. . Mikiki. 2020-11-25  [2021-03-04]. （原始内容存档于2021-02-03） （日语）.
2. 1 2 3 4 5 6 7  大山卓也. . ナタリー. 2020-11-25: 1-3  [2021-03-04]. （原始内容存档于2020-12-13） （日语）.
3. 1 2 3 4 5 6  . barks. 2020-09-25  [2021-03-05]. （原始内容存档于2021-01-16） （日语）.
4. ↑  . KKBOX .   [2021-03-05]. （原始内容存档于2021-03-05） （中文（臺灣））.
5. 1 2  . barks. 2020-09-18  [2021-03-05]. （原始内容存档于2020-11-28） （日语）.
6. 1 2 3 4 5  . Mikiki. 2020-11-26  [2021-03-04]. （原始内容存档于2021-02-04） （日语）.
7. 1 2  . Pop Scene. 2020-10-14  [2021-03-05]. （原始内容存档于2021-03-05） （日语）.
8. 1 2  . Spice. 2019-03-26  [2021-03-05]. （原始内容存档于2020-08-06） （日语）.
9. ↑  . Billboard JAPAN. 2020-09-25  [2021-03-05]. （原始内容存档于2020-10-30） （日语）.
10. ↑  . barks. 2020-11-11  [2021-03-05]. （原始内容存档于2021-02-09） （日语）.
11. 1 2 3  吉羽さおり. . barks. 2020-11-25  [2021-03-04]. （原始内容存档于2021-02-02） （日语）.
12. ↑  . 鬼束ちひろオフィシャルホームページ. 2020-11-12  [2021-03-05]. （原始内容存档于2020-11-30） （日语）.
13. ↑  . Real Sound. 2020-12-11  [2021-03-05]. （原始内容存档于2021-01-31） （日语）.
14. 1 2 3  桑原シロー. . Mikiki. 2020-12-22  [2021-03-04]. （原始内容存档于2021-02-04） （日语）.
15. 1 2 3 4 5 6  井草七海. . Numéro（英语：Numéro）. 2020-12-23  [2021-03-04]. （原始内容存档于2021-01-06） （日语）.
16. ↑  土田真弓. . Bounce.   [2021-04-08]. （原始内容存档于2021-04-08） （日语）.
17. ↑  . Oricon. 2020-11-25  [2021-03-04]. （原始内容存档于2020-11-25） （日语）.
18. 1 2  . Oricon. 2020-12-02  [2021-03-04]. （原始内容存档于2020-12-02） （日语）.
19. ↑  . Oricon.   [2021-03-04]. （原始内容存档于2021-03-05） （日语）.
20. 1 2 3  . Oricon.   [2021-03-04]. （原始内容存档于2011-07-16）.
21. 1 2  . Oricon. 2020-12-02  [2021-03-04]. （原始内容存档于2020-12-02） （日语）.
22. ↑  . Oricon.   [2021-03-04]. （原始内容存档于2021-03-05） （日语）.
23. ↑  . Oricon: 1,2.   [2021-03-04]. （原始内容存档于2020-11-05） （日语）.
24. 1 2  . Billboard JAPAN. 2020-12-02  [2021-03-04]. （原始内容存档于2021-02-08） （日语）.
25. 1 2  . Billboard JAPAN. 2020-12-02  [2021-03-04]. （原始内容存档于2020-12-09） （日语）.
26. 1 2  . Billboard JAPAN. 2020-12-02  [2021-03-04]. （原始内容存档于2020-12-16） （日语）.
27. ↑  . 鬼束ちひろオフィシャルホームページ.   [2021-03-04]. （原始内容存档于2020-11-01） （日语）.

## 外部連結
- 鬼束千尋《HYSTERIA》特設網站 （页面存档备份，存于）（日語）
- YouTube上的專輯《HYSTERIA》介紹短片（日語）
- YouTube上的線上演唱會「SUBURBIA」介紹短片（日語）